# آشپزی ویتنامی

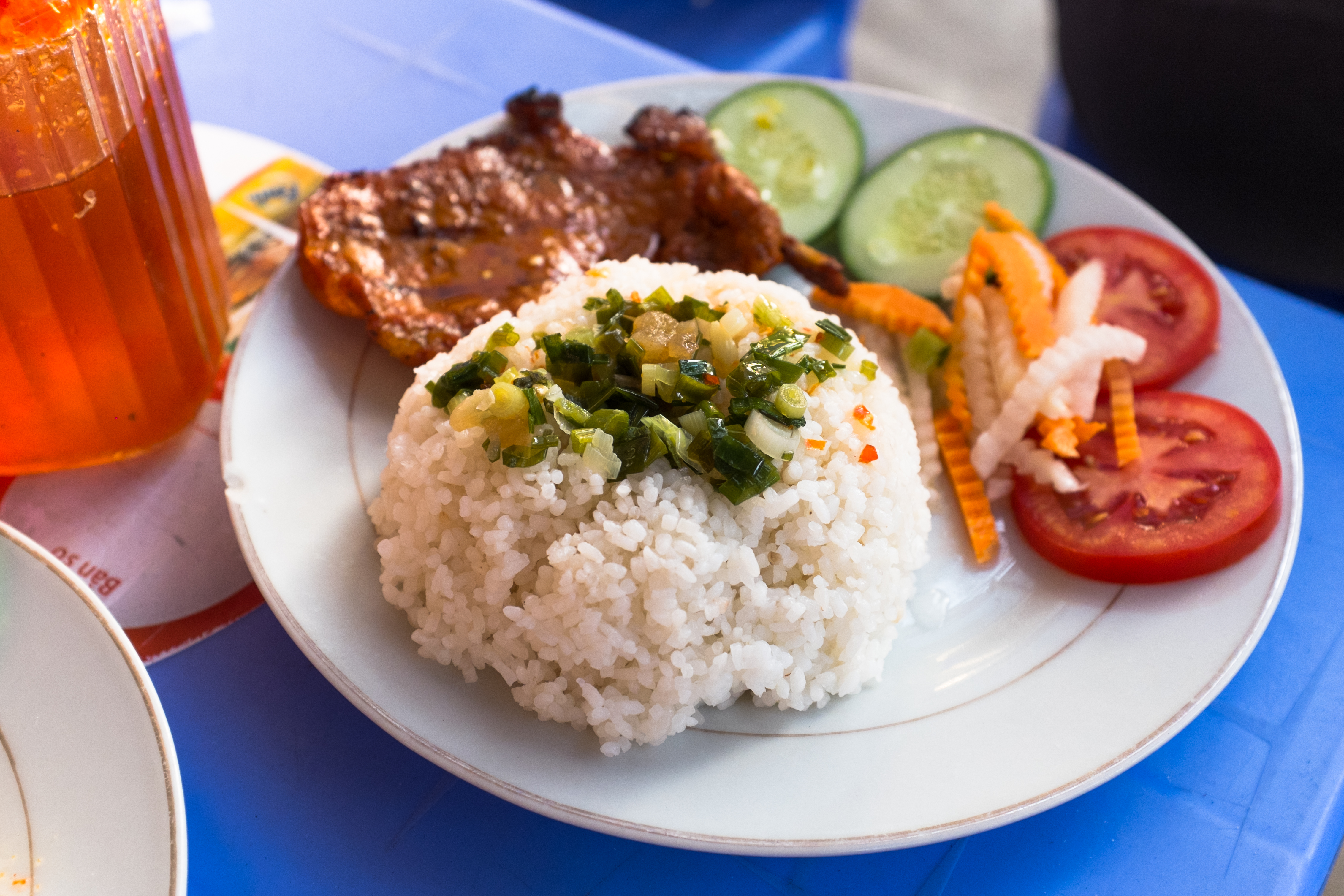
کوم تام (Cơm tấm)

آشپزی ویتنامی (انگلیسی: Vietnamese cuisine) غذاها و نوشیدنی‌های ویتنام را دربرمی گیرد. ویژگی وعده غذایی، ترکیبی از پنج مزه اصلی (ویتنامی: ngũ vị): شیرین، شور، تلخ، ترش، و تند می‌باشد. ماهیت ویژه هر غذا، بازتاب دهنده یک یا چند مؤلفه (مواد مغذی، رنگ و غیره) است، که هم چنین این مؤلفه‌ها مبتنی بر حول فلسفه پنج‌گانه می‌باشد. دستورالعمل‌های آشپزی ویتنامی از مواد اولیه ای مانند علف لیمو، زنجبیل، نعناع، نعناع ویتنامی، گشنیز مکزیکی، دارچین سایگون، فلفل تند تایلندی، لیموی شیراز و ریحان تایلندی بهره می‌برند.